# Synagoge (Bezdružice)
Koordinaten: 49° 54′ 22,1″ N, 12° 58′ 22,9″ O

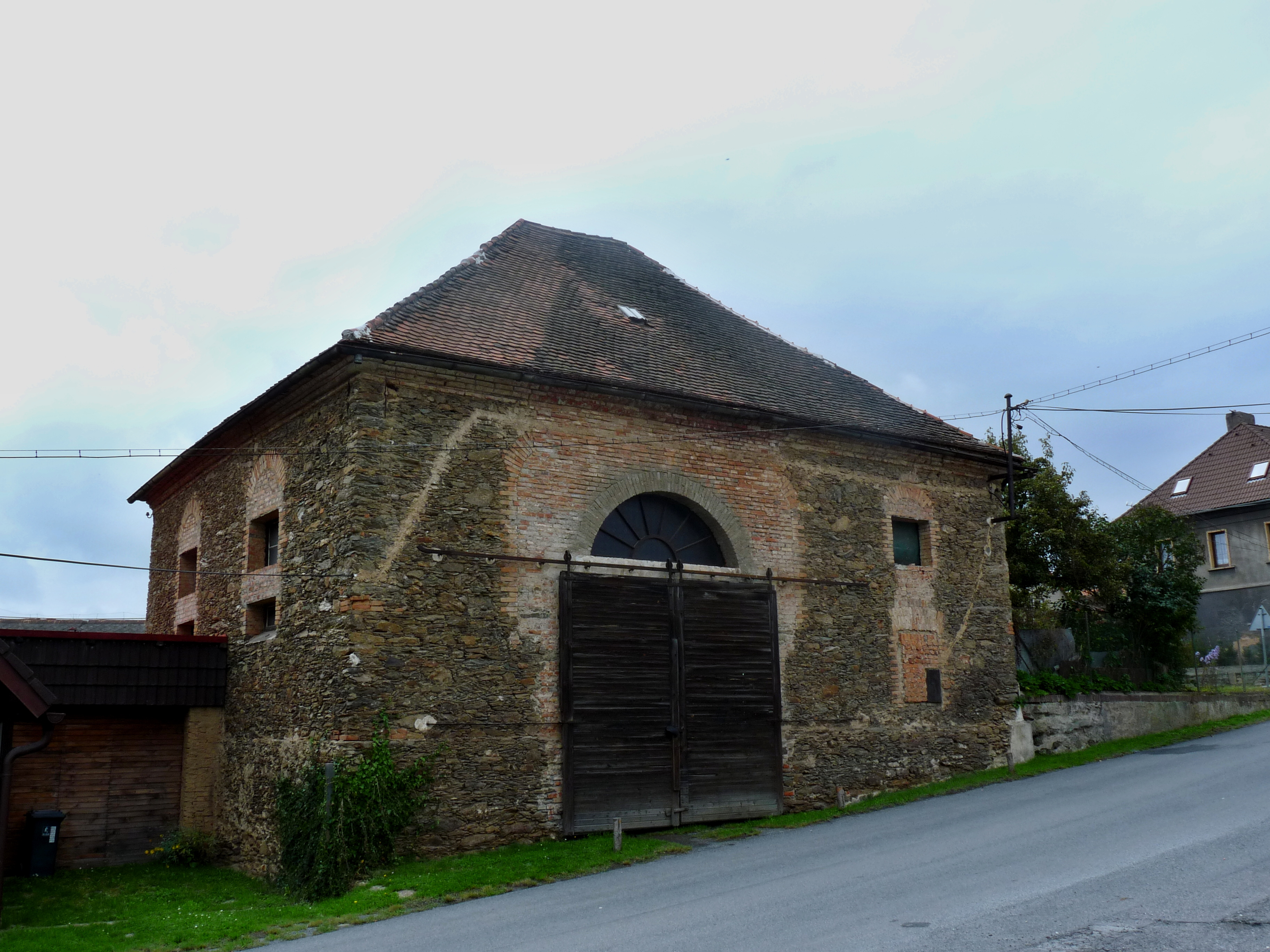
Synagoge in Bezdružice

Die Synagoge in Bezdružice (deutsch Weseritz), einer Stadt im Okres Tachov in Tschechien, wurde 1812 errichtet. Die profanierte Synagoge, die sich heute in Privatbesitz befindet, ist seit 2008 ein geschütztes Kulturdenkmal. Sie wurde jahrzehntelang als Lagerraum genutzt. Die Frauenempore ist noch vorhanden und es lassen sich noch Reste von Malereien und Stuckverzierungen erkennen.

## Geniza
Im Jahr 1996 wurde eine Geniza unter den Dachsparren oberhalb des Gewölbes gefunden, die sich heute im Jüdischen Museum in Prag befindet. Die Geniza besteht hauptsächlich aus gedruckten Büchern und hebräisch geschriebenen Heften.